# Bergamo (provincie)
Bergamo is een van de twaalf provincies van de Italiaanse regio Lombardije, genoemd naar haar hoofdstad Bergamo.
De provincie Bergamo, afgekort BG, telt een kleine miljoen inwoners op 2723 km². Net als buurprovincies Milaan en Brescia heeft het zuiden van de provincie een sterk industrieel karakter. Het noorden van de provincie, met daarin de hoofdstad, ligt in (de uitlopers van) de Alpen en is dus bergachtig. De tweede stad van de provincie is het industriële Treviglio. De provincie heeft een uitgebreid wegennet, en vijf kilometer verwijderd van de stad Bergamo bevindt zich de luchthaven Orio al Serio in de gelijknamige plaats.
Bergamo grenst verder ook nog aan de provincies Sondrio, Lecco, Monza e Brianza en Cremona.